# Ihango
Ihango ist ein Verwaltungsbezirk (Ward) des Distrikts Mbeya in der gleichnamigen tansanischen Region Mbeya.

## Geografie
Ihango liegt im Südwesten von Tansania nördlich der Regionshauptstadt Mbeya. Es ist ein gebirgiges Gebiet am Nordostabhang des Mount Mbeya in einer Höhenlage von großteils über 2000 Metern. Der Bezirk hat eine Fläche von 312,7 Quadratkilometern und bei der Volkszählung 2022 lebten hier 13.790 Menschen in 3974 Haushalten.

## Gliederung
Der Bezirk besteht aus sieben Gemeinden (Mtaa) mit 49 Orten (Kitongoji):
| Haporoto - Ibomani - Fikeni - Gezaulole - Soweto - Igoma - Itiliwindi - Shihokwa - Mwawayo - Sokolo | Idimi - Isanga A - Fatahilo - Uzunguni - Makungulu - Majengo - Inyala - Kijiweni - Kidungu - Isengo - Jangwani | Mwabwowo - Nonde - Isyagunga - Iyunga - Itigi - Ituta - Galilaya | Impomu - Malagala - Shiwe - Impombombo - Ilambo - Linga | Iwanza - Songambele - Ntangano - Itete A - Itete B - Ilolezya | Ileya - Itaka - Itiliwindi - Uzunguni A - Uzunguni B - Isangati A - Isangati B - Izagati - Mbeye - Ishinda - Sibempe - Iwindi | Ipinda - Ipinda - Simwambalafu - Njenje |

## Wirtschaft und Infrastruktur
- Bildung: Die Ihango Secondary School ist eine 2006 eröffnete staatliche Schule, die Jugendliche bis zur 4. Stufe ausbildet.[6]
- Gesundheit: Im Bezirk befinden sich drei Apotheken, je eine in Mwabwowo,[7] Ileya[8] und Kawetere.[9]